# Tiya
Tiya é uma cidade do sul da Etiópia. Situa-se na Zona de Gurage do Estado federado da Região das Nações, Nacionalidades e Povos do Sul, ao sul de Adis Abeba. Segundo dados de 2005 da Agência Central de Estatísticas da Etiópia, Tiya tem uma população estimada de 3.363 pessoas, sendo 1.615 homens e 1.748 mulheres. O censo nacional de 1994 acusou que a população total da cidade era de 1.856 pessoas, sendo 894 homens e 962 mulheres. Tiya é uma das três cidades localizadas na Woreda de Soddo. 

## Sítio arqueológico de Tiya
Tiya também é conhecida por abrigar o sítio arqueológico de Tiya, que é o mais importante de entre aproximadamente 160 locais arqueológicos descobertos até agora na região de Soddo. 

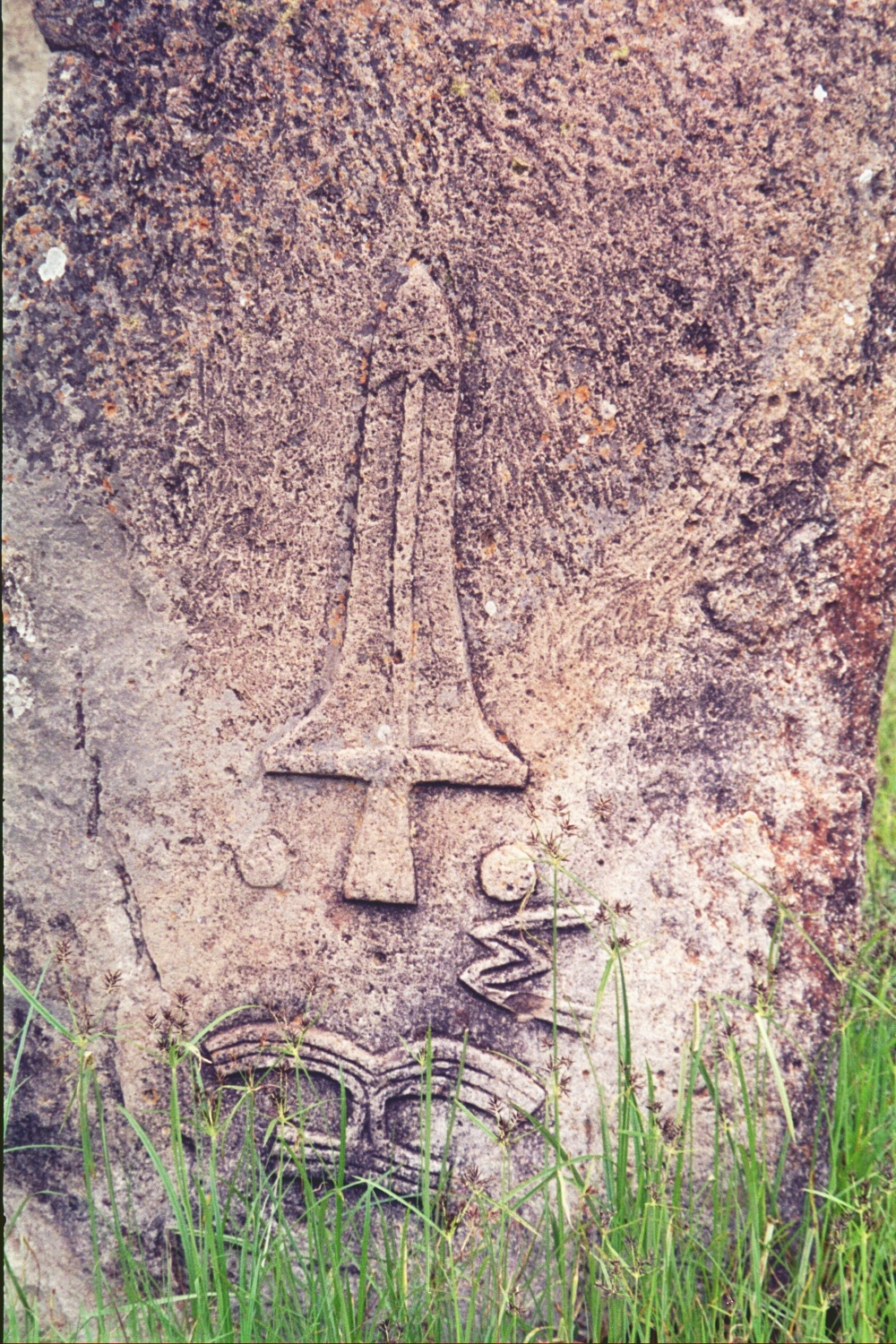
Símbolos talhados em um das Estelas de Tiya

O local contem 36 monumentos, incluindo 32 estelas esculpidas cobertas com símbolos, dos quais a maioria são difíceis de decifrar. Há estudos que apontam que tais figuras se assemelham principalmente a espadas.
As estelas possuem um e cinco metros de altura e diferentes formas, estão alinhadas na direção norte-nororeste em uma área de quarenta e cinco metros. As três últimas possuem o mesmo alinhamento, mas separadas por sessenta metros das demais. Uma delas possui uma gravação de uma figura antropomorfa. Ao redor das tumbas já foram encontradas várias tumbas. As estelas foram fechadas entre os séculos XIV e XVI, e alguns autores as relacionam com o Império de Axum.    

## Galeria de imagens

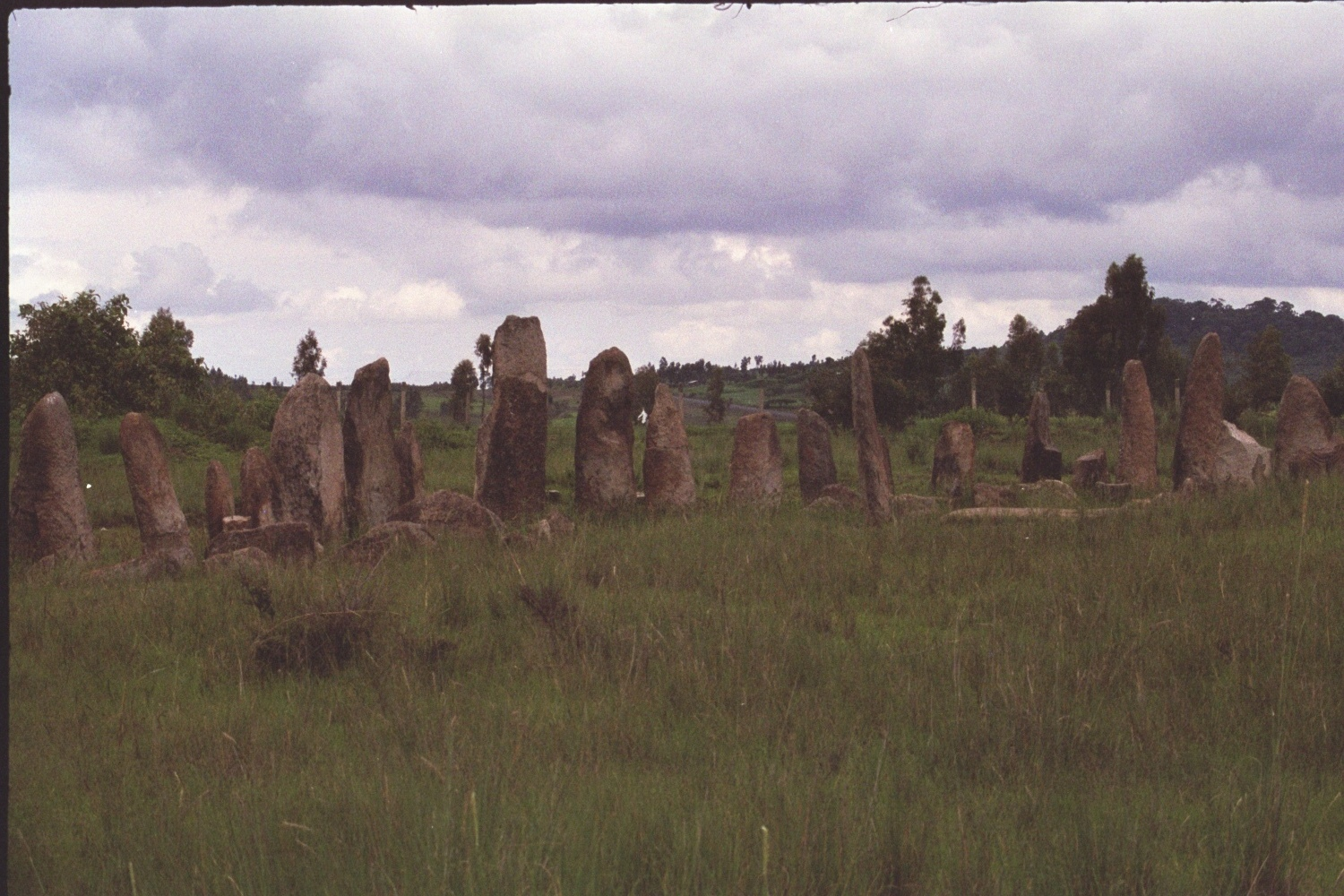
Estelas do sítio arqueológico de Tiya
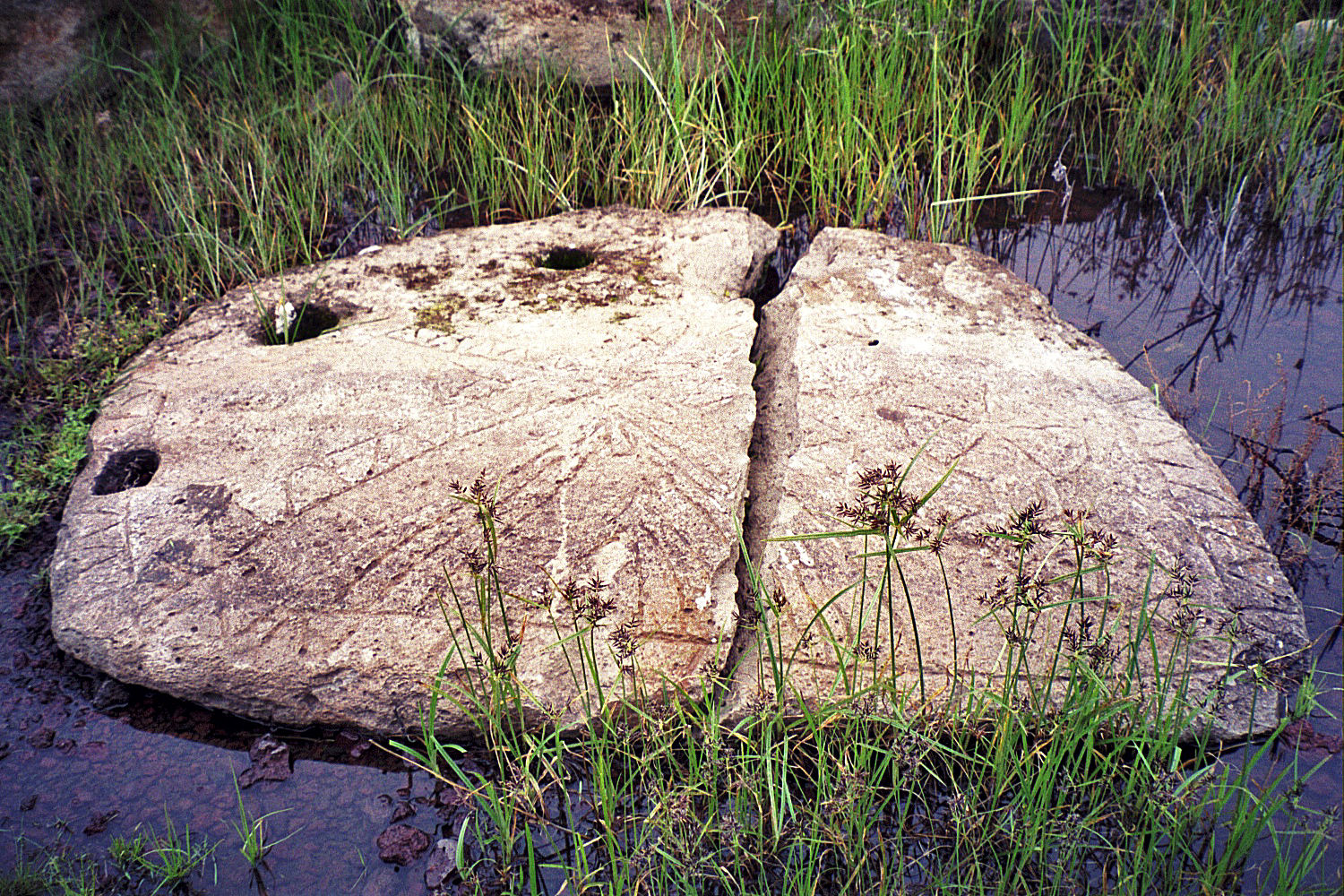
Estela de Tiya
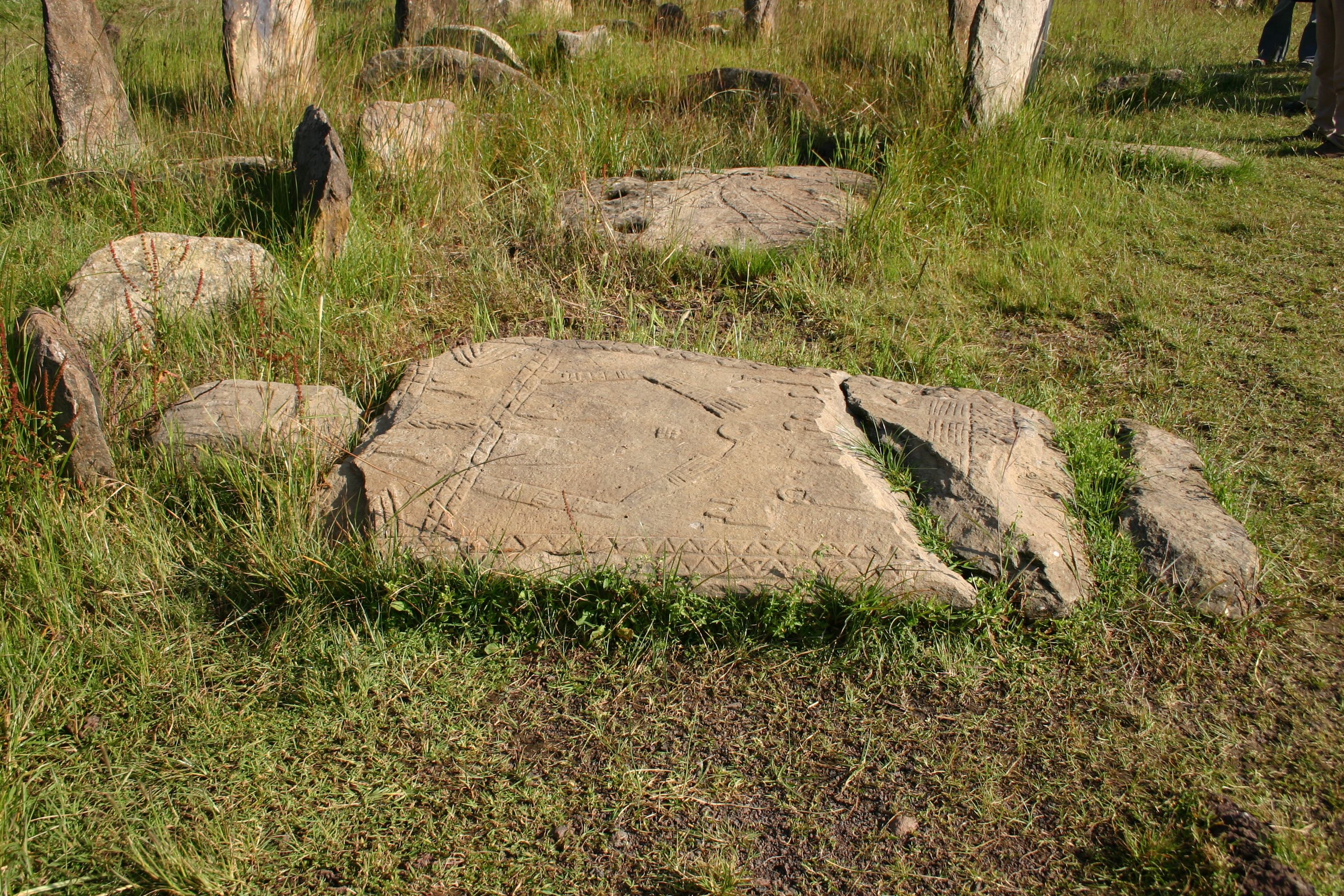
Estelas com formatos antropomorfos gravados em sua superfície
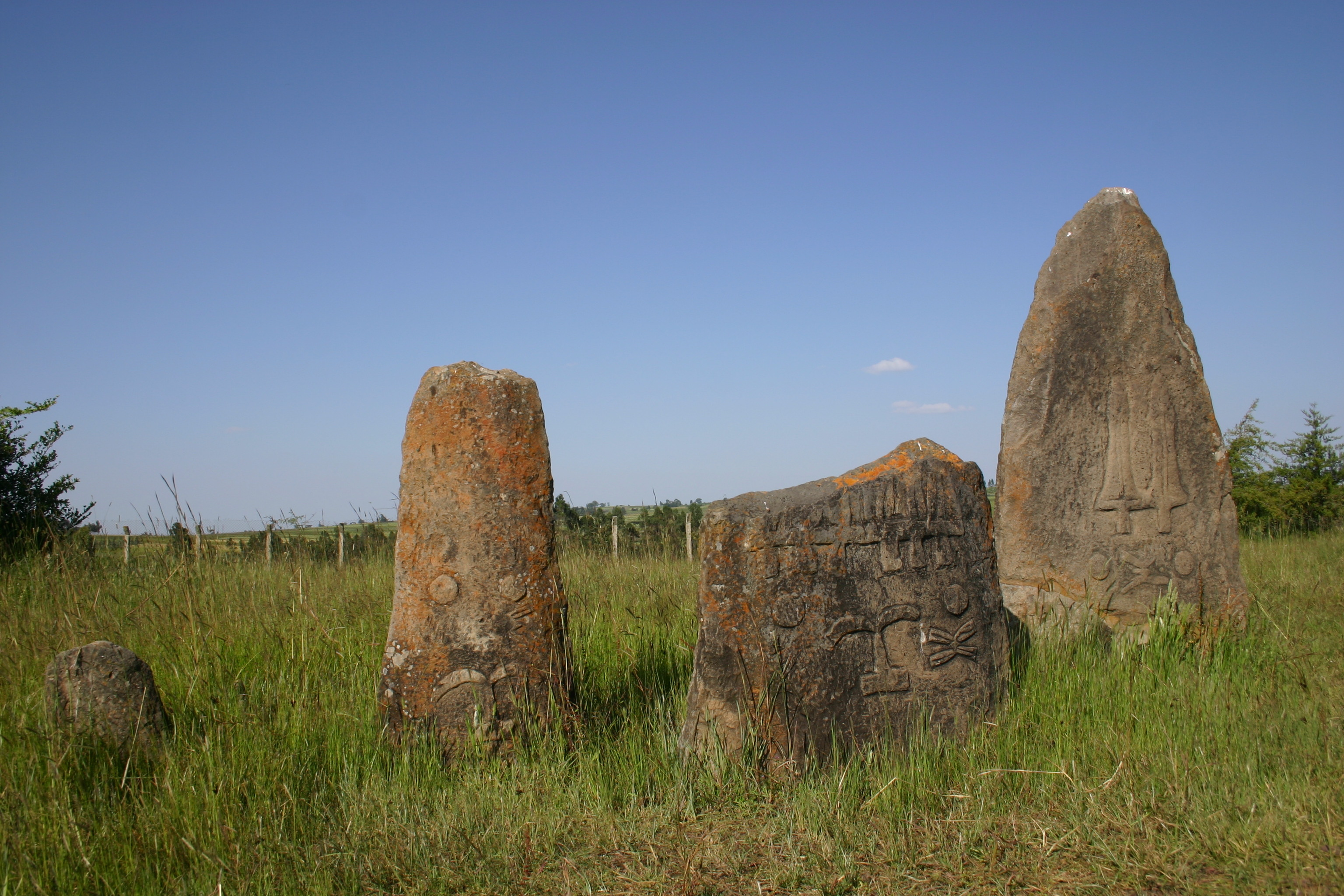
Estelas de Tiya